# Batalla de San Juan (1598)
La batalla de San Juan (1598) fue una acción militar y naval el 15 de junio de 1598 cuando una fuerza inglesa de 20 barcos y 1700 hombres bajo el mando de George Clifford de Cumberland, abrumó y tomó la fortaleza española Castillo San Felipe del Morro y así tomó la ciudad de  San Juan, en Puerto Rico. Pudieron mantener el castillo durante 65 días pero la enfermedad se cobró su precio y las fuerzas inglesas se marcharon, pero no antes de saquear y quemar San Juan hasta los cimientos. Fue este ataque el único que logró penetrar y capturar el castillo de El Morro.

## Antecedentes
Sir Francis Drake había sido derrotado en 1595 y el informe alarmaba a  Isabel I que quería vengar o ensuciar la derrota. La Reina Isabel envió  casi inmediatamente una nueva expedición liderada por George Clifford de Cumberland, para que pudiera tomar San Juan y resistir tanto tiempo como fuera posible.
Apenas tres años después del ataque de Drake, Cumberland llegó a las afueras de Dominica con su buque insignia Malice Scourge de 600 toneladas capitaneado por John Watts, además de los buques insignia Merchant Royal de Sir John Berkeley y Ascension de 400 toneladas, el mercante Alcedo de 400 toneladas y el Prospero Centurión de 300 toneladas de Henry Palmer, Consent y Sampson de Henry Clifford; Galeón de 250 toneladas Constanza de Hércules Fulham; Guyana de 210 toneladas, Margaret y John de 200 toneladas; Royal Defence de 190 toneladas; Affection of William Fleming, de 120 toneladas, y Anthony y Pegasus  de 80 toneladas, la fragata Discovery, el explorador de pinaza, el bark Ley; además de dos barcas sin nombre. En total la flota consistía en 1700 hombres y veinte barcos. Después de restaurar  su flota durante casi una semana, el Conde se trasladó a las Islas Vírgenes el 11 de junio y celebró una reunión final tres días más tarde, antes de poner rumbo a San Juan.

## La batalla
En la mañana del 16 de junio, Cumberland desembarcó 700 hombres en la Bahía de Cangrejos a doce millas al este de San Juan, y luego marchó hasta el anochecer. Sin embargo, a una milla de la ciudad, él y sus hombres llegaron a un puente conocido como San Antonio, el único acceso por tierra al islote de San Juan. Este fue defendido por alrededor de 100 soldados españoles. Consiguieron repeler el asalto inglés que infligió cuarenta bajas, mientras que el propio Conde de Cumberland casi se ahogó tratando de cruzar el canal de San Antonio. Los españoles sólo sufrieron cuatro bajas. A la mañana siguiente, los ingleses usaron sus barcos para flanquear la posición española, desembarcando en Punta Escambrón mientras bombardeaban el Reducto de Boquerón, llamado Fuerte Rojo por los ingleses. El fuerte fue bombardeado hasta la sumisión y los cañones fueron silenciados con facilidad cuando los ingleses hicieron encallar deliberadamente uno de sus barcos frente al fuerte lo que permitió un disparo de precisión a quemarropa; por la noche la mayoría de los defensores se habían retirado. Los ingleses tomaron posesión del área y se consolidaron mientras llegaba el resto de la fuerza; como resultado, dos barcos españoles fueron capturados.

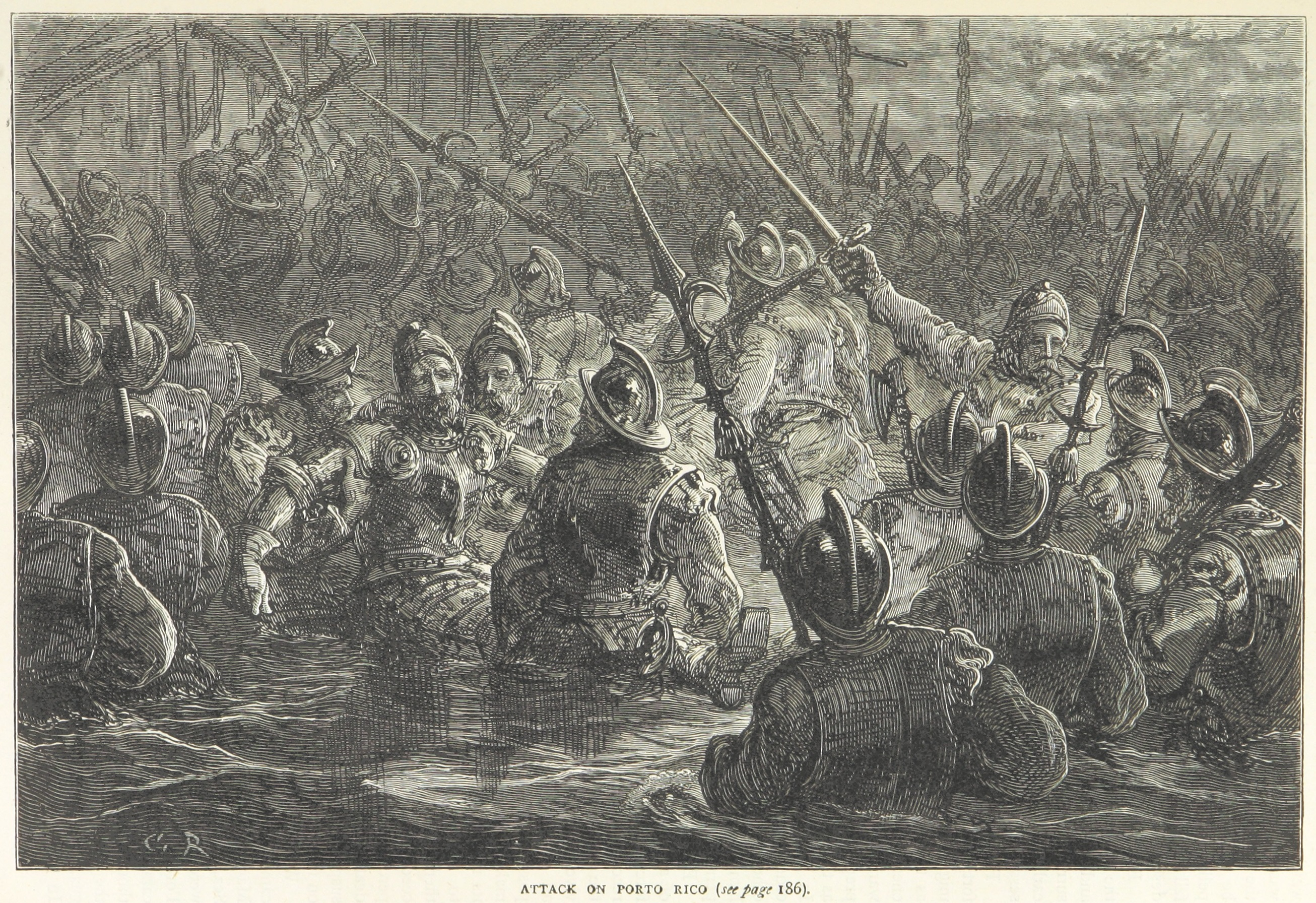
El asalto inglés

El 18 de junio Cumberland con sus fuerzas avanzó y luego barrió las calles de San Juan encontrando poca resistencia; se encontró con que parte de la ciudadanía ya había huido. Los funcionarios del gobierno y otros residentes se habían refugiado en El Morro y 250 soldados españoles estaban instalados dentro de la «Ciudadela del Morro». Poco después de la ocupación de la ciudad, los ingleses hicieron desembarcar la artillería de su flota y se instituyó un asedio formal. Dos días después el asedio estaba en marcha y El Morro fue bombardeado tanto por tierra como por mar mientras Cumberland se dedicaba a saquear la ciudad. Sabiendo que los españoles estaban cortos de suministros, los ingleses prefirieron asediar el castillo de El Morro antes que destruirlo. Después de casi 15 días acurrucados dentro de El Morro, cortos de comida y municiones y siendo constantemente bombardeados, el gobernador español Antonio Mosquera pidió términos el 30 de junio para una rendición. Cumberland rechazó esta petición y fijó sus propios términos para la rendición española a la que Mosquera finalmente accedió. Él y sus seguidores fueron repatriados a  Cartagena varias semanas después.

## Consecuencias
La victoria le había costado a Cumberland casi 60 bajas; sin embargo, como la misma disentería que había paralizado a gran parte de los españoles se había extendido luego a los hombres de Cumberland, incapacitando a cerca de 600 a 700 de ellos, así como lo que incluía cuarenta accidentes. Con apenas suficientes tropas para tripular sus barcos, y mucho menos para mantener el control del premio que le había arrebatado a España, Cumberland decidió finalmente abandonar la isla. Antes de irse, sin embargo, ordenó el saqueo de San Juan y luego ordenó la destrucción de las cosechas. Sus tropas robaron el órgano y las campanas de la catedral y se llevaron un botín que iba desde 2000 esclavos hasta un vierteaguas de mármol que le llamó la atención. Cumberland zarpó hacia Inglaterra con algunos barcos el 14 de agosto y el 23 de septiembre Berkeley le siguió con su cuerpo principal junto con unas 70 piezas de artillería del fuerte. Clifford a su regreso a Inglaterra fue proclamado como una especie de héroe y como consecuencia fue bien recompensado por sus esfuerzos incluyendo una patente de la Reina.
Tras el ataque, España envió más soldados, suministros y armas para reconstruir la ciudad y sus defensas. De 1601 a 1609, la reconstrucción de El Morro tuvo su cornisa derribada reforzada y con cimientos que aún hoy se utilizan. Los españoles en San Juan construyeron sus defensas y fueron atacados por los holandeses en 1625. Esta vez, sin embargo, los españoles estaban mejor preparados y fueron capaces de derrotar a los holandeses.